# Ульяновский автомеханический техникум
Ульяновский автомеханический техникум «Ульяновский государственный университет» — федеральное государственное бюджетное образовательное учреждение высшего образования (сокр. ФГБОУ ВО УАМТ УлГУ). С 2009 года является структурным подразделением УлГУ. Основан в 1944 году, расположен в Ульяновске.

## История
12 февраля 1943 года решением Государственного Комитета Обороны при московском автомобильном заводе имени Сталина (ЗиС), ныне Ульяновский автомобильный завод (УАЗ), который был эвакуирован в октябре 1941 года в город Ульяновск, был открыт вечерний техникум. С 15 марта 1944 года он начал работать как Ульяновский автомеханический техникум, в котором функционировало три отделения: ковочно-штамповочное, литейное и холодной обработки металлов. Осенью 1944 года техникум стал дневным. В октябре 1945 года техникум переехал в историческое здание на берегу р. Свияги, где до этого размещались: Симбирское ремесленное училище графа Орлова-Давыдова и легендарная Ульяновская военная авиационная школа пилотов . 23 мая 1946 года состоялся первый выпуск: 22 техника по холодной обработке металлов. Первым директором техникума был назначен Александр Михайлович Голубев.                                                                                                                                                                                              
В 1953 году техникум был преобразован в радиотехнический — требовались специалисты в этой области. В 1957 году техникум снова стал автомеханическим.                                                                                                                                                                   
В 1965 году на УЗТС открылся филиал автомеханического техникума и при Саратовском подшипниковом заводе.
С 1968 года существовал филиал автомеханического техникума в Мелекессе, ныне Димитровградский технический колледж.
К 2009 году техникум подготовил более 24 тысяч специалистов.
Распоряжением правительства Российской Федерации № 1712-р от 13 ноября 2009 года о реорганизации государственного образовательного учреждения высшего профессионального образования «Ульяновский государственный университет» и государственного образовательного учреждения среднего профессионального образования «Ульяновский автомеханический техникум», в форме присоединения техникума к университету с образованием на его основе структурного подразделения университета. Приказом Федерального агентства по образованию № 258-К от 30.11.2009 года завершилось самостоятельное существование «Ульяновского автомеханического техникума» путём присоединения к ГОУ ВПО Ульяновскому государственному университету.

## Современность
В настоящее время техникум решает задачи подготовки технических кадров среднего звена не только для предприятий и организаций города и области, но и предприятий оборонно-промышленного комплекса страны в форме целевой подготовки по ряду специальностей:
- Литейное производство чёрных и цветных металлов (среднее профессиональное образование)
- Техническое обслуживание и ремонт автомобильного транспорта (среднее профессиональное образование)
- Технология машиностроения (среднее профессиональное образование)
- Техническое регулирование и управление качеством (среднее профессиональное образование)
- Сварочное производство (среднее профессиональное образование)
- Программирование в компьютерных системах (среднее профессиональное образование)
- Монтаж и техническая эксплуатация промышленного оборудования

## События
- На базе техникума проводятся олимпиады по техническим и общеобразовательным дисциплинам, и студенты УАМТ всегда оказывались в числе призёров.
- По итогам работы в 2004 / 2005 учебном году техникум был занесён в «Энциклопедию России» как лучшее учебное заведение среднего профессионального образования.

## Директорат
- Голубев Александр Михайлович (1944—1946),
- К. Л. Поплавский (1946—1949),
- В конце 40-х — 50-х годах директорами УАМТ были: Александр Петрович Цухлов; Дмитрий Иванович Макаров (1953—1957); Г. В. Степанов[2];
- Культин Леонид Леонидович (с 1970 по 1984)
- Пьянов Александр Константинович (с 1984 по 2006)
- Евсеев Александр Николаевич (с 21.11.2006 по 2009)[6];
- Юдин Андрей Вячеславович (с 2009 — по н. в.).

## Известные выпускники
- Болотнов Василий Фёдорович — советский и российский организатор и руководитель производства, деятель оборонной и фармацевтической промышленности, изобретатель СССР, общественный деятель. Окончил в 1950 году.
- Старостин Дмитрий Яковлевич — Герой Советского Союза. Окончил в 1962 году.
- Пинков Александр Петрович — глава муниципального образования «Город Ульяновск» (2010 — 2011), ректор УлГТУ (2015—2019). Окончил в 1971 году.
- Щеколдин Валерий Петрович — советский, российский фотограф, фотожурналист. Окончил в 1964 году.
- Балберов Александр Александрович — депутат Государственной Думы шестого созыва. Окончил в 1981 году.
- Малышев Валерий Васильевич — российский общественный и политический деятель. Прокурор Ульяновской области с 2000 по 2013 год. Председатель Законодательного собрания Ульяновской области VI-го созыва с 19 сентября 2018 года. Окончил в 1972 году.
- Ланцов Борис Александрович — советский хозяйственный, государственный и политический деятель; председатель Ульяновского горисполкома. Почётный гражданин Ульяновской области. Учился в техникуме с 1941 года, но техникум расформировали[7].
- Горшенин Николай Анатольевич — экс-глава города Димитровграда[8].
- Панчин Сергей Сергеевич — глава администрации города Ульяновска[8].
- Джепаев Биньямин Рустамович — Заслуженный мастер спорта России по автомобильному спорту. 10-кратный чемпион России по автокроссу и трековым гонкам[8].
- Ерохин Лев Петрович — чемпион Советского Союза по ипподромным гонкам, Почётный мастер спорта, окончил техникум[9].
- Зорин Вячеслав Сергеевич — генеральный директор ОАО "Утёс", окончил вечернее отделение техникума[10][11].
- Емельянов Валерий Николаевич ― советский и российский изобретатель. Окончил в 1958 году.
- директор ПО "АвтоУАЗ" А. В. Болотов и И. Н. Тарасов, заместитель директора ОАО "УАЗ" А. А. Лагунов, первый заместитель прокурора Ульяновской области С. А. Хрулёв[11].
- Дементьев Сергей Геннадьевич — генеральный директор «Авиастар-СП» (2010—2016), окончил техникум[12].
- Пекарский Борис Михайлович — генеральный директор Ульяновского завода тяжёлых и уникальных станков (1982—90), в 1992—1999 году возглавлял Ульяновский центр микроэлектроники. Почётный гражданин Ульяновска. Закончил Ульяновский автомеханический техникум [13][14].
- Егуткин Аркадий Ефимович — советский и российский художник, народный художник Российской Федерации (2011), окончил техникум[15].

## Галерея

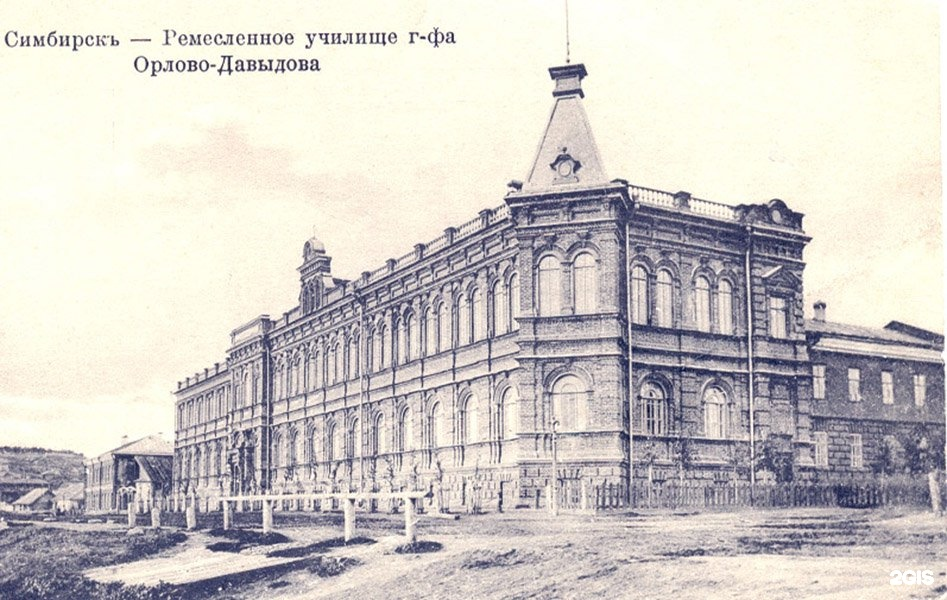
Фото бывшего Ремесленного училища графа Орлова-Давыдова.
Памятная доска на здании техникума.
Памятная доска на здании техникума.
Мемориальная доска Дмитрию Яковлевичу Старостину.
Мемориальная доска в память о УВАШП.
Мемориальная доска на здании УАМТ.
Мемориальная доска на здании УАМТ.
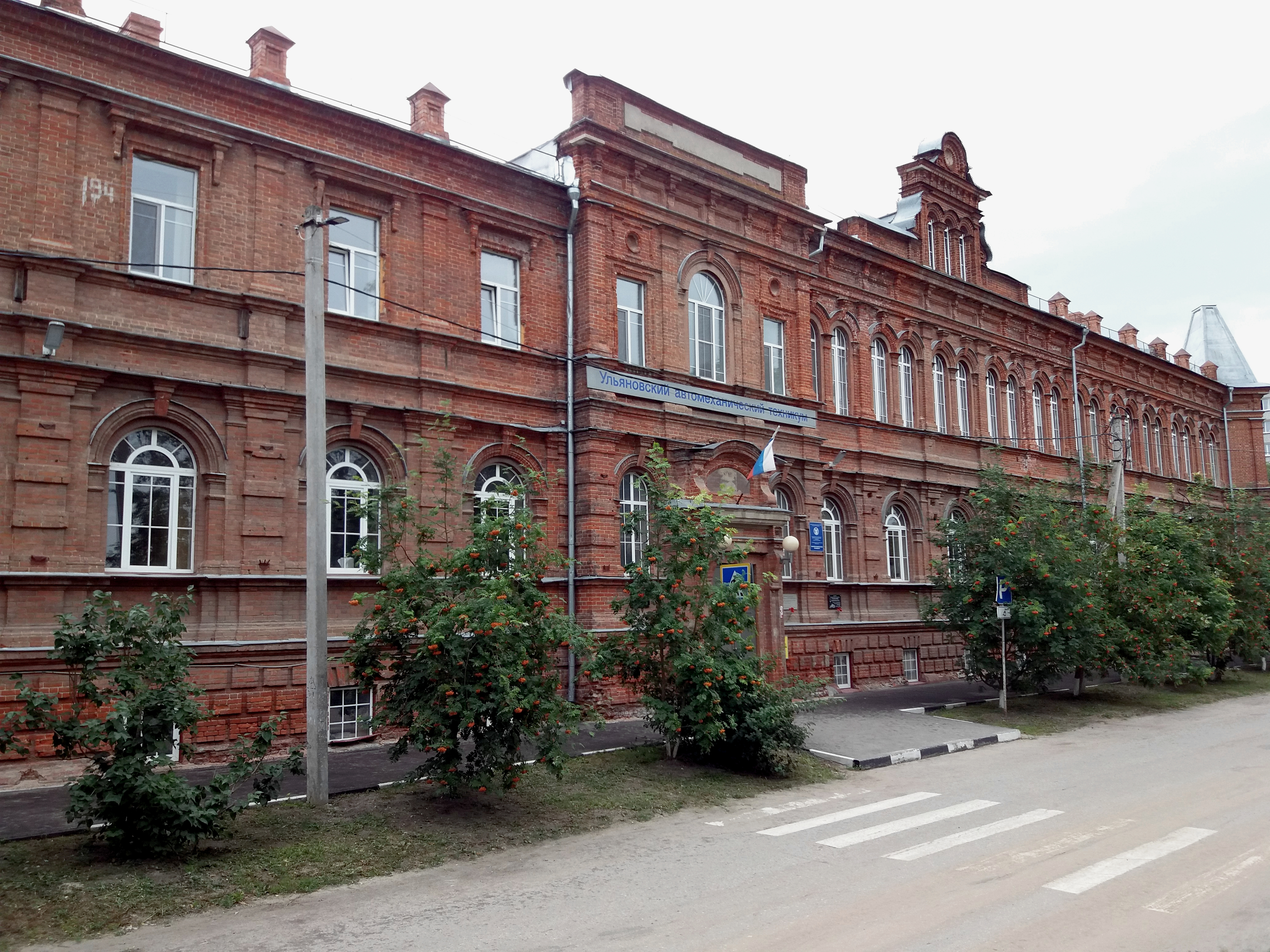
Здание УАМТ.
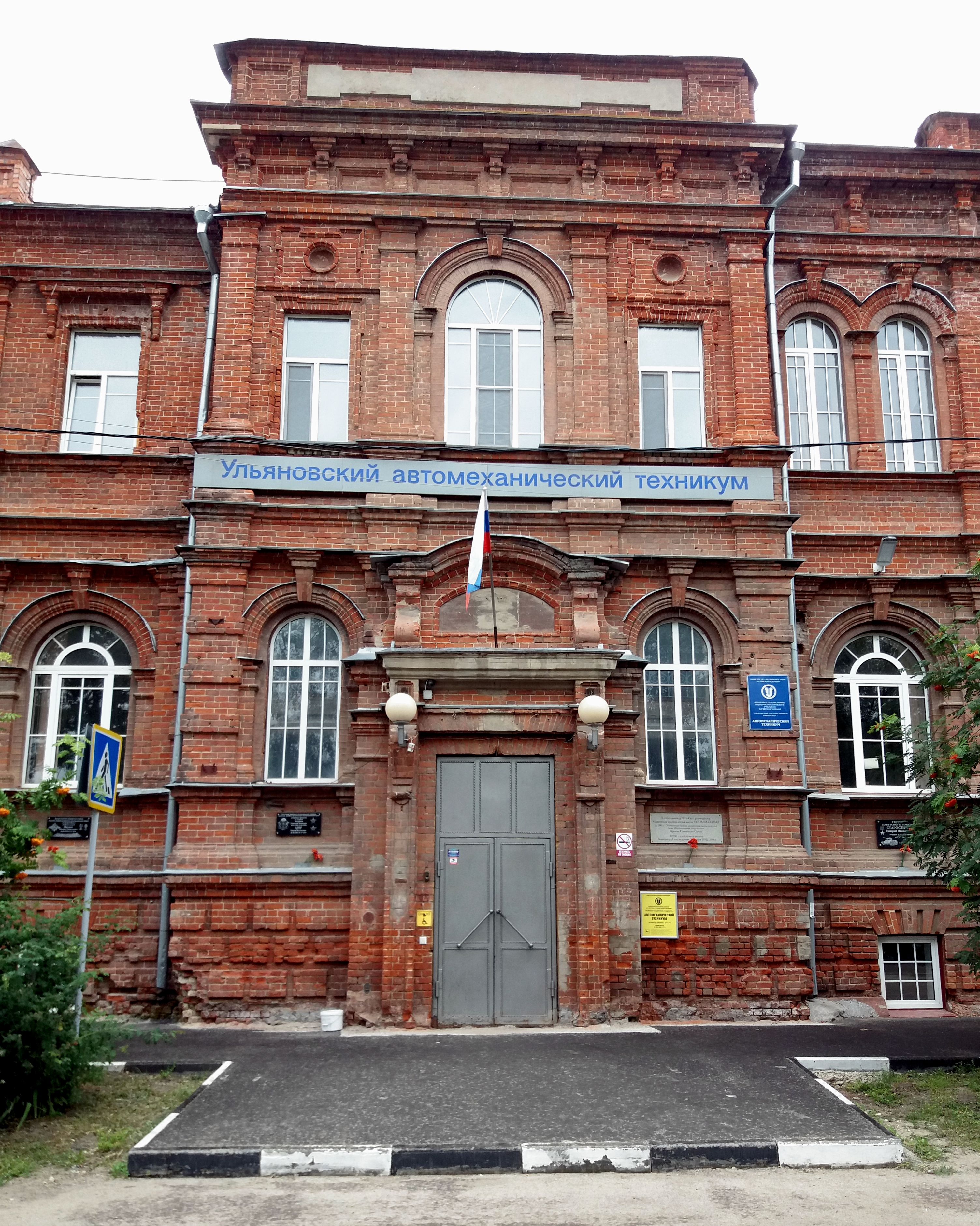
Вход в здание УАМТ.

## Техникум в филателии
- В 2012 году Министерство связи России выпустило художественный маркированный конверт — «Ульяновский автомеханический техникум»[16].